# Асікаґа Йосіакі
Асіка́ґа Йосіа́кі (яп. 足利義昭, あしかがよしあき; 15 грудня 1537, (Тембун 6.11.13) — 9 жовтня 1597 (Кейтьо 2.8.28)) — японський державний, військовий і політичний діяч. 15-й і останній сьоґун сьоґунату Муроматі (1568—1573). Син 12-го сьоґуна Асікаґи Йосіхару, рідний брат 14-го сьоґуна Асікаґи Йосітеру.

## Життєпис
Йосіакі був другим сином у сім'ї сьоґунів, а тому змалечку йому була вготована дорога ченця. Його віддали до монастиря Кофуку у місті Нара, де до 1566 виховувася як монах. Після вбивства брата заколотниками втік з обителі й став претендувати на його посаду.
Після убивства заколотниками 13-го сьоґуна Асікаґи Йосітеру, Йосіакі утік з храму і подався до володаря провінції Омі, роду Роккаку. Він прохав домогти йому стати сьоґуном, організувавши похід на столицю Кіото. Проте Йосіакі відмовили і він подався до володаря провінції Етідзен, роду Асакура. Однак і там його прохання не були почуті. Врешті-решт, за посередництва Акеті Міцухіде, Йосіакі звернувся до Оди Нобунаґи, який пообіцяв підтримку.
У 1568 Ода Нобунаґа захопив Кіото. Йосіакі отримав титул сьоґуна, але проводити незалежну політику не зміг через втручання Оди у його справи. Не бажаючи бути маріонетковим правителем, Йосіакі таємно організував у 1570 році антинобунаґівську коаліцію з родів Асакура, Адзаї, Такеда, а також буддистів з монастирів Енряку та Хонґан. У 1573 році від відкрито виступив проти Нобунаґи, але зазнав поразки.
Того ж року Йосіакі був вигнаний Одою Нобунаґою з Кіото. Сьоґунат Муроматі перестав існувати.
Після цього Йосіакі переховувався у землях родини Морі у місті Томо (суч. префектура Хіросіма), розсилаючи всім японським володарям заклики до повалення Нобунаґи. Він організував нову антинобунаґівську коаліцію, яка також розпалася у 1580 році з падінням цитаделі буддистів Хонґан.
У 1588 Йосіакі повернув титул сьоґуна імператорському двору.
Він помер у 1597, у невеликому володінні, що його надав йому об'єднувач Японії Тойотомі Хідейосі.

## Імена
- Власне:
Йосіакі (義秋) — з 1566 року.
Йосіакі (義昭) — з 1568 року.
- Буддистське:
Ітідзьоїн Какукей (一乗院覚慶) — до 1566 року.
Сьодзан Докю (昌山道休) — після 1588 року.
Рьойоін (霊陽院) — посмертно.

## Сім'я
- Батько: Асікаґа Йосіхару
- Матір: Кейджюін (慶寿院)
- Брати: Асікаґа Йосітеру
- Головна дружина: Сако но ката
- Сини: Загалом 3 синів